# Bains publics
Cet article possède un paronyme, voir Bainpublix.
Pour le film, voir Bains publics (film).
 (décembre 2009).
Si vous disposez d'ouvrages ou d'articles de référence ou si vous connaissez des sites web de qualité traitant du thème abordé ici, merci de compléter l'article en donnant les références utiles à sa vérifiabilité et en les liant à la section « Notes et références ».

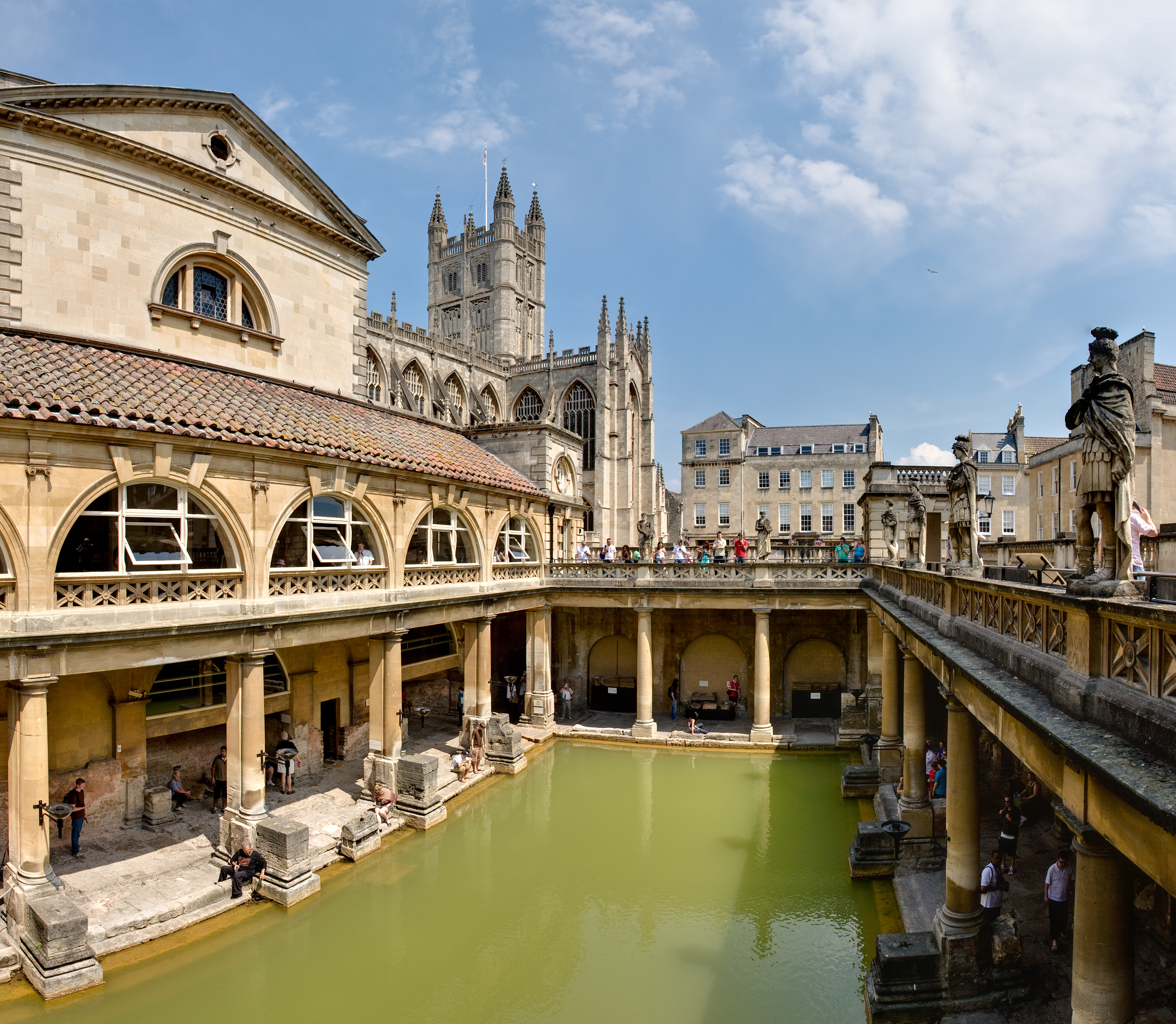
Thermes romains conservés en état à Bath au Royaume-Uni.
(Photomontage à partir de photographies prises en 2006.)

Les bains publics sont des lieux d'hygiène corporelle accessibles à des personnes ne demeurant pas dans le même bâtiment.
Le mot « publics » laisse entendre que ces lieux sont accessibles à tous. Cependant l'accès peut en être limité pour des raisons d'ethnie, de sexe, de religion ou de statut social.

## Historique
Les premiers remonteraient à la civilisation de l'Indus (« grand bain » de Mohenjo-daro). Ces lieux ont été créés lorsque l'hygiène est apparue essentielle au maintien de la santé des populations urbaines (par exemple, certains thermes romains).

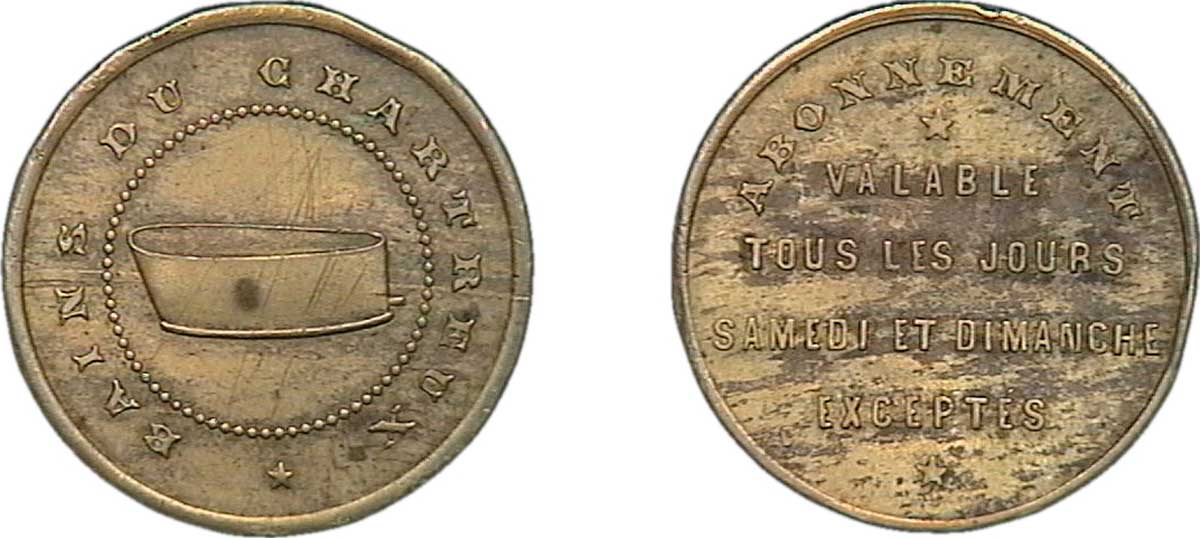
Jeton de la corporation des bains de Chartreux.

En Occident, les bains publics populaires (hommes et femmes s'y baignant dans des baquets communs) ou raffinés sont en plein essor au XIIIe siècle. Chaque quartier des grandes villes peut alors posséder ses bains publics appelés étuves, lieux de sociabilité où l'on discute et mange. En 1268, le prévôt de Paris Étienne Boileau codifie dans son Livre des métiers les usages corporatifs des étuviers, propriétaires de bains où on se lave pour être propre mais aussi par plaisir. Les plus humbles prennent également des bains mais dans des fontaines ou des cours d'eau. À partir du XIVe siècle, la pratique des étuves décline sous la pression des autorités religieuses qui encouragent l'hygiène mais s'élèvent contre ces lieux de débauche (condamnation parfois justifiée, les étuviers offrant à leurs clients les services d'un coiffeur, d'un personnel féminin nombreux parmi lequel les prostituées). Leur déclin va de pair avec le développement de bains privés parfois payants, liés à des diaconies religieuses, ou de bains privés dans certaines maisons de riches citadins. En France, ces lieux sont frappés d'interdiction comme toute autre maison de débauche, lors des états généraux d'Orléans en 1560. Si les siècles suivants sont marqués par une certaine désaffection pour les bains et les étuves non thérapeutiques, la défense de fréquenter ces lieux de débauche est plus ou moins appliquée alors qu'ils sont de plus en plus suspectés d'avoir une influence sur la propagation de la peste et de la syphilis.
En Amérique du Nord, la plupart des sociétés amérindiennes disposaient avant l'arrivée des Européens d'étuves où les individus prenaient des bains de vapeur.
L'existence des bains publics est jusqu'au XIXe siècle liée à l'absence dans les logements d'équipements dédiés à l'hygiène corporelle, telle une douche ou une baignoire. L'amélioration du confort des habitations à cette époque rend ces bâtiments appelé communément « bains-douches » moins nécessaires. Certains bains publics restent néanmoins aujourd'hui encore en activité en offrant des services supplémentaires : lieux de rencontre, services de massages, etc.

## Galerie

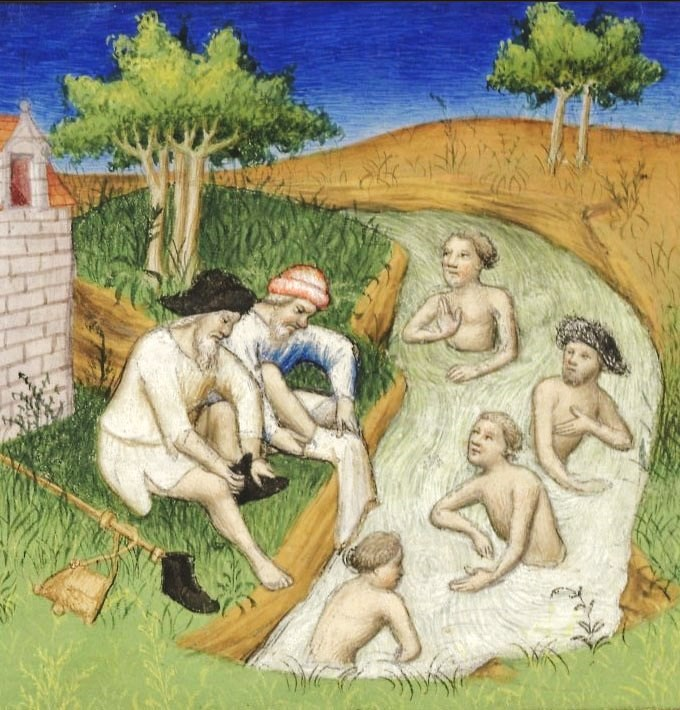
Pèlerins se baignant dans les eaux du Jourdain, illustration du Liber de quibusdam ultramarinis partibus de Guillaume de Boldensele
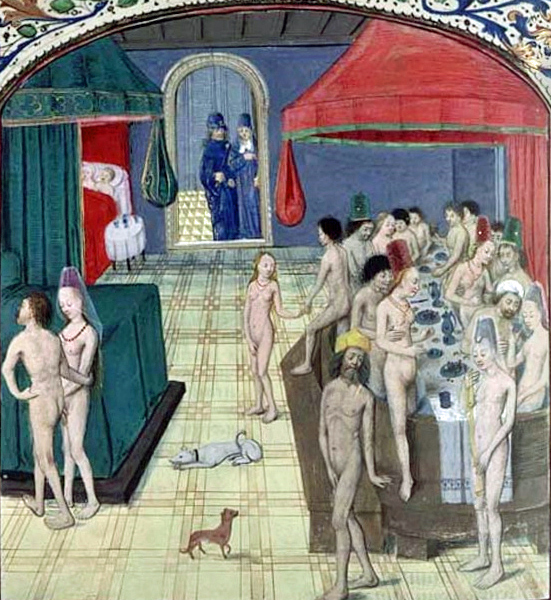
Étuves mixtes où des couples ayant festoyé dans un immense cuvier se lèvent de table, deux par deux, à la recherche d'une chambre libre
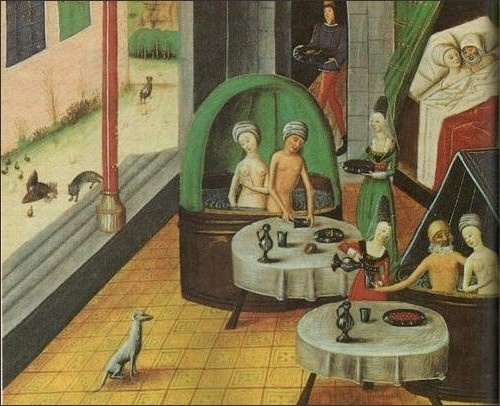
Étuves privées dans une chambre
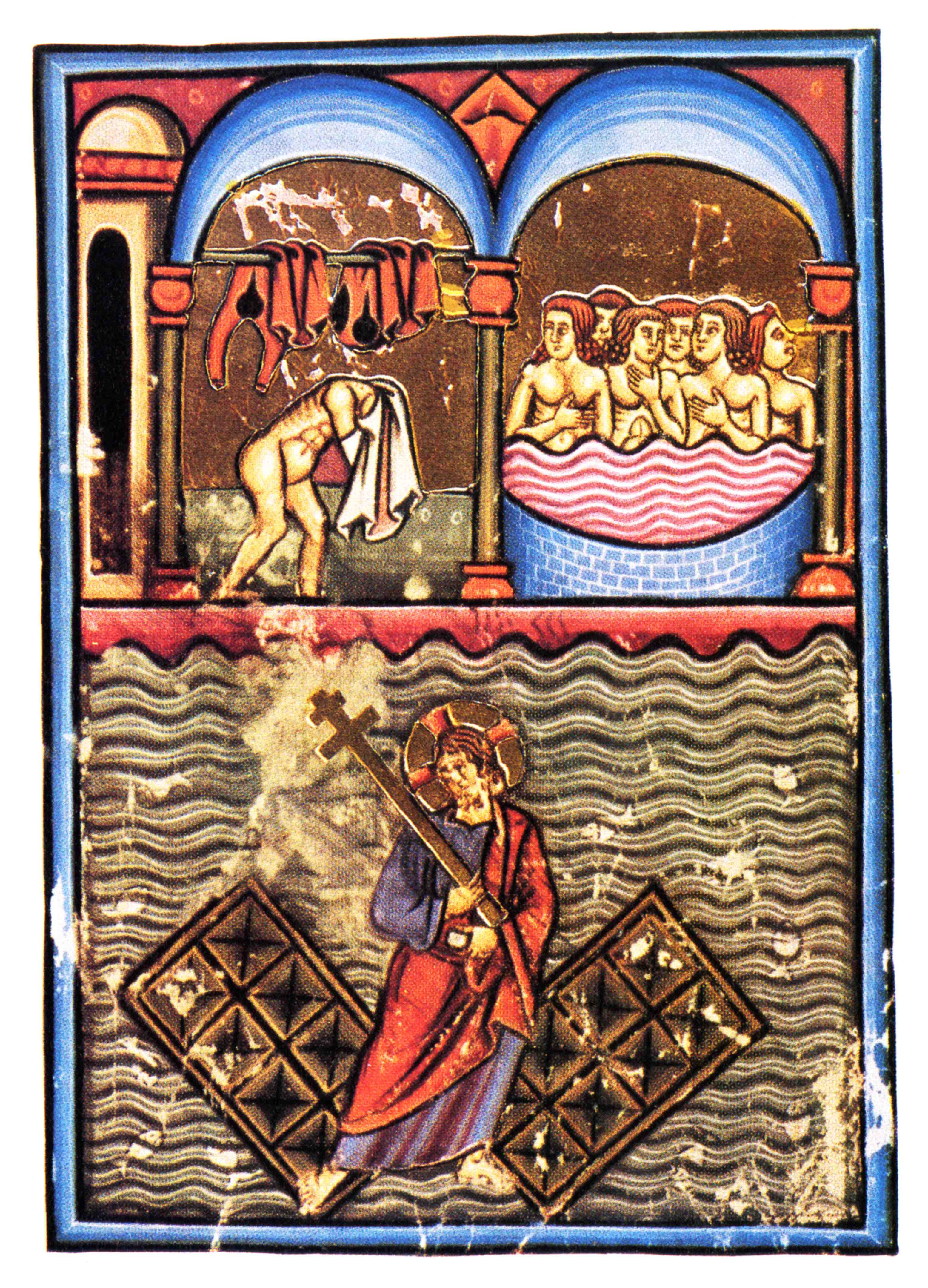
Bains publics de Pouzzoles, miniature de Pierre d'Éboli
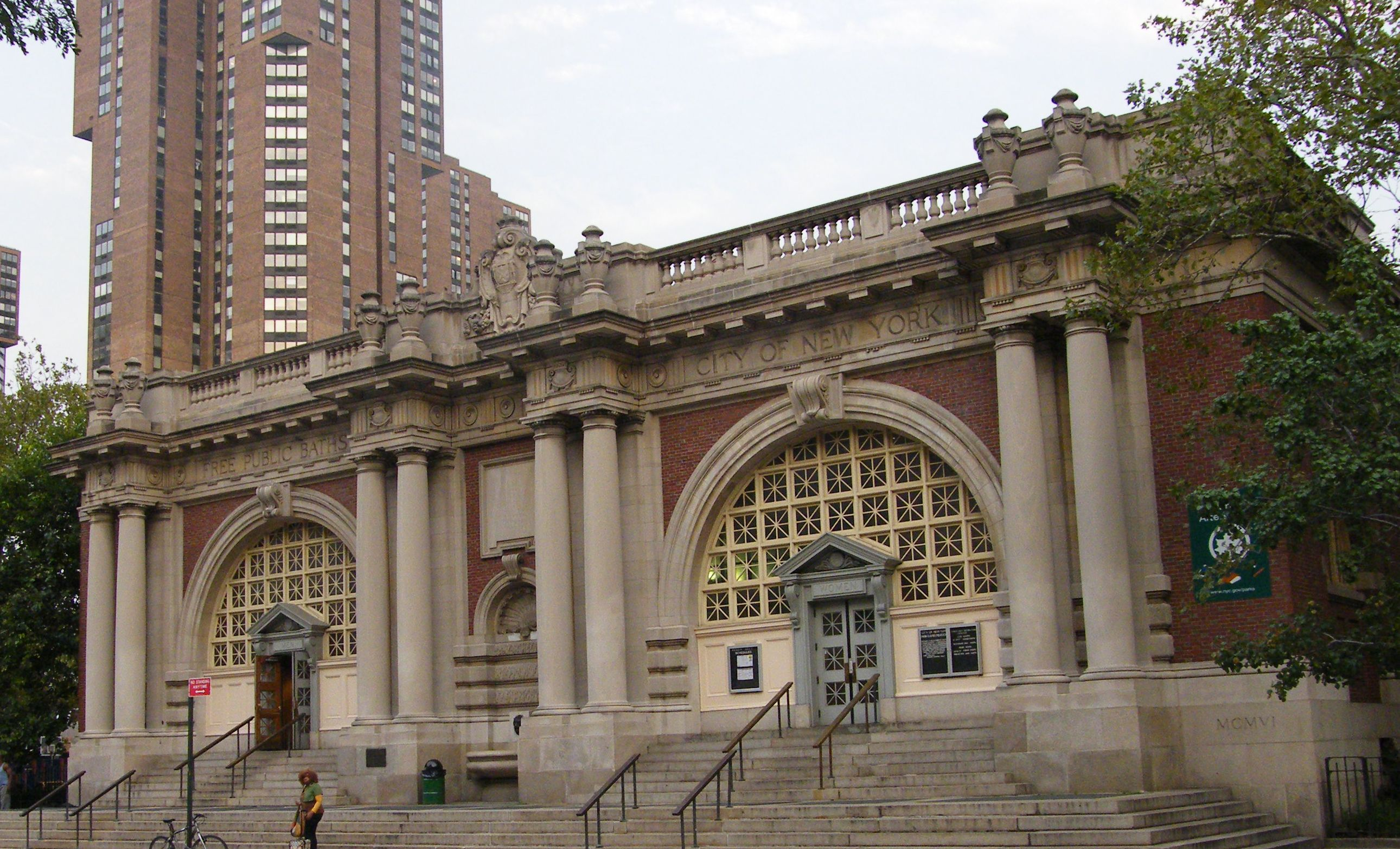
Bains publics Asser Levy à Manhattan, (New York).
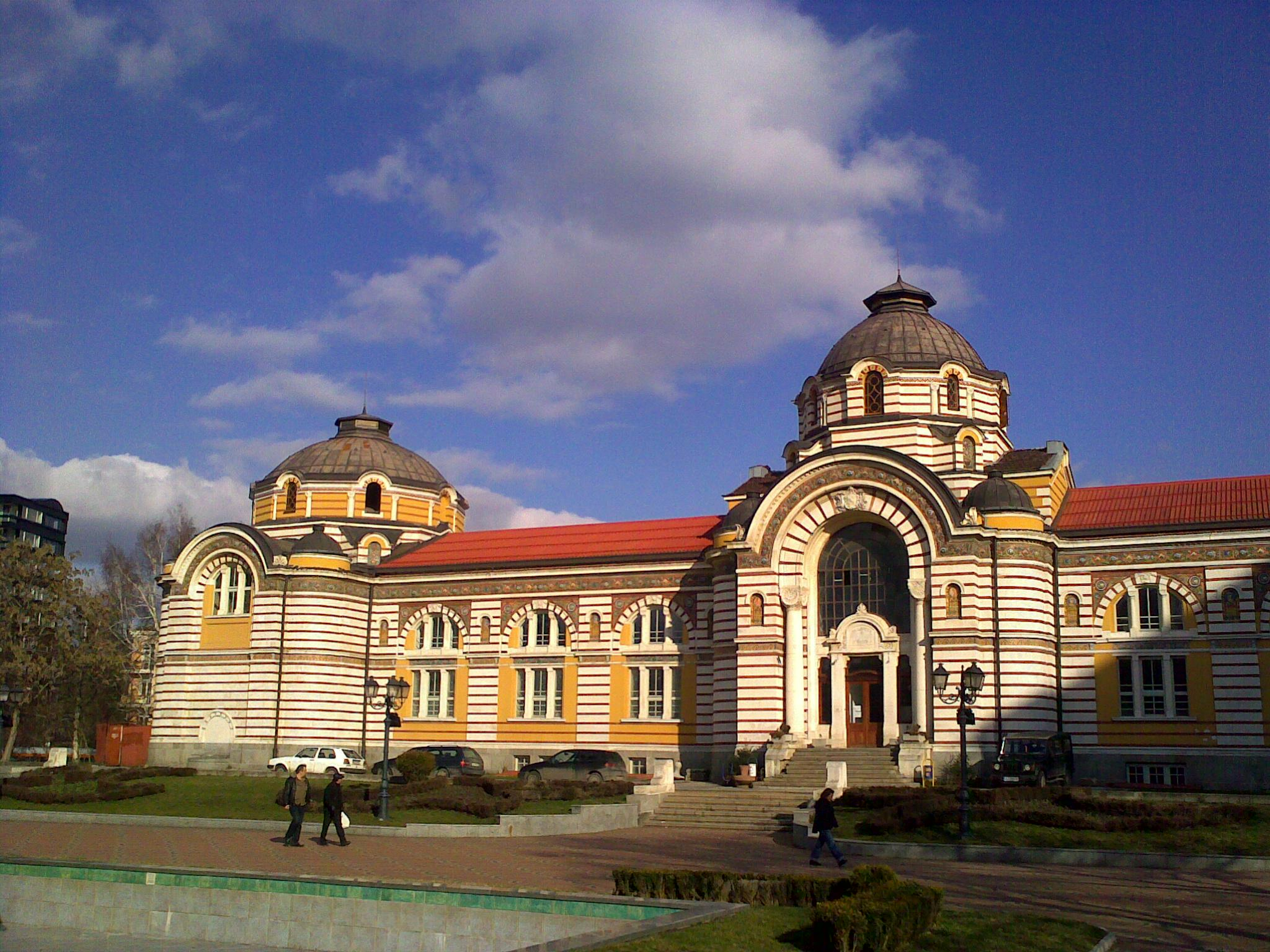
Bain minéral central de Sofia (Bulgarie).